# Sergio Grmek Germani
Sergio Grmek Germani (Trieste, 24 aprile 1950) è un critico cinematografico, saggista e autore televisivo italiano.

## Biografia
Esperto di cinema balcanico, collabora con i quotidiani Il manifesto, Il Piccolo, Primorski dnevnik e le riviste di cinema La cosa vista (di cui è fondatore), Filmcritica, FilmTv. Oltre a una serie di monografie sul cinema, contribuisce a opere enciclopediche come la Storia del cinema mondiale (Einaudi), il Dizionario dei registi e l'Enciclopedia del Cinema Treccani.
Cura retrospettive e rassegne per la Biennale di Venezia, il Torino Film Festival, il Locarno Festival, il Trieste Film Festival. È archivista della Cineteca del Friuli e dal 2002 al 2020 è stato direttore del festival I mille occhi (Trieste), da lui fondato.
Collabora con i programmi televisivi Rai Fuori orario. Cose (mai) viste e La regola del gioco, e il programma radiofonico Hollywood Party.

## Opere
- Sergio Grmek Germani, Mario Camerini, Il Castoro, 1980.
- Sergio Grmek Germani e Vittorio Martinelli, Il cinema di Augusto Genina, Edizioni biblioteca dell'immagine, 1989.
- Sergio Grmek Germani e Lazic Mila, La meticcia di fuoco. Oltre il continente dei Balcani, Lindau, 2000, ISBN 8871803124.
- Malgorzata Furdal e Sergio Grmek Germani, Il cinema di Andrzej Munk, Il Castoro, 2001, ISBN 8880332090.
- Sergio Grmek Germani, Carl Theodor Dreyer. L'unica grande passione, Udine, Centro espressioni cinematografiche, 2003.
- Giorgio Placereani e Sergio Grmek Germani, Per Dreyer: incarnazione del cinema, Il Castoro, 2004, ISBN 8880333054.
- Sergio Grmek Germani, Elias Kanellis e Stavros Kaplanidis, Stavros Tornes, cineasta greco e italiano, Torino Film Festival, 2004, ISBN 8888357084.
- Marco Giusti, Enrico Ghezzi e Sergio Grmek Germani, Kim Arcalli. Montare il cinema, Marsilio, 2008, ISBN 9788831796231.
- Maurizio Radacich e Sergio Grmek Germani, Parlami d'amore Mariù - Lia Franca: una stella triestina nel firmamento del cinema italiano, Italo Svevo, 2011, ISBN 8862682263.

## Filmografia

### Regista

#### Documentari
- Mack Sennett - La passione comica (1984)
- Uno sparo nel buio - Intorno al West, intorno a Inceville (1988)
- La passione dello spaventapasseri (2001)